# BGL BNP Paribas
 (janvier 2022).
Pour les articles homonymes, voir BGL.
BGL BNP Paribas (précédemment la Banque générale du Luxembourg ou BGL) est une banque luxembourgeoise créée le 29 septembre 1919. De novembre 2005 à octobre 2008, la banque fonctionne sous le nom de Fortis Banque Luxembourg. Depuis 2009, elle appartient au groupe BNP Paribas sous le nom de BGL BNP Paribas.